# Дейна-Пойнт
Дейна-Пойнт (англ. Dana Point) — город в южной части округа Ориндж в штате Калифорния в Соединённых Штатах Америки.
Согласно данным переписи населения США 2020 года число жителей города 
составляло 33 107 человек, что чуть меньше (− 0.7%), чем было во время предыдущей переписи проводившейся в 2010 году (33 351 человек).

## История
В доколумбову эпоху в этих местах жили коренные американцы из племени аджакеменов.
Экспансия европейских в этот район началась с экспедиции Портолы (1769—1770). Начиная с 1776 года, люди из деревни Убанге, расположенной недалеко от Дейна-Пойнт, были доставлены в миссию Сан-Хуан-Капистрано для обращения в христианство и привлечения в качестве рабочей силы для обработки земель миссии. К 1778 году недовольство индейцев деятельностью миссий привело к формированию восстания, но оно было превентивно подавлено испанцами.
Город был назван в честь мыса Дейна-Пойнт, который, в свою очередь, был назван в честь Ричарда Генри Даны-младшего, автора книги «Два года до мачты», в которой содержалось описание этой местности.
В 1977 году в городе принял первых студентов Институт океанологии в котором с 1984 по 1987 год учился Стивен Хилленберг, создатель сериала Губка Боб Квадратные Штаны.
В октябре 2022 года Береговая комиссия Калифорнии одобрила размещение опреснительной установки на государственном пляже Доэни, способную производить от 5 до 15 миллионов галлонов пресной воды в день.

## География
Город расположен в 59 милях к юго-востоку от Лос-Анджелеса и в 65 милях к северо-западу от Сан-Диего. Дейна-Пойнт граничит с Сан-Клементе на юго-востоке, Сан-Хуан-Капистрано на северо-востоке, Лагуна-Бич на северо-западе и Лагуна-Нигел на севере.
Согласно данным Бюро переписи населения США, общая площадь города составляет 29,5 квадратных мили (76 км2) из которых 6,5 квадратных мили (17 км2) — это суша, а 23,0 квадратных мили (60 км2 или 77,96%) приходится на водную поверхность.

## Климат
В Дейна-Пойнте мягкий климат со средней температурой около 70 градусов по Фаренгейту. Самый теплый месяц в году — август со средней максимальной температурой 79 °F (26 °C). Самый холодный месяц — декабрь со средней максимальной температурой около 65 градусов по Фаренгейту. Морозы случаются крайне редко, что обеспечивает круглогодичный вегетационный период. Годовое количество осадков (большинство из которых выпадают в период с ноября по март) составляет около 12 дюймов, но сильно варьируется из года в год.